# Ірена (принцеса Греції та Данії)
Ірена, принцеса Греції та Данії (уроджена Ірена Луїза Марі Анн; 11 липня 1866 – 11 листопада 1953), згодом Принцеса Генрі Прусська – німецька принцеса, донька й третя дитина Аліси Великобританської та герцога Гессену Людвіга IV, онука британської королеви Вікторії, а також дружина прусського принца та імператорського брата Генріха Прусського.

## Біографія

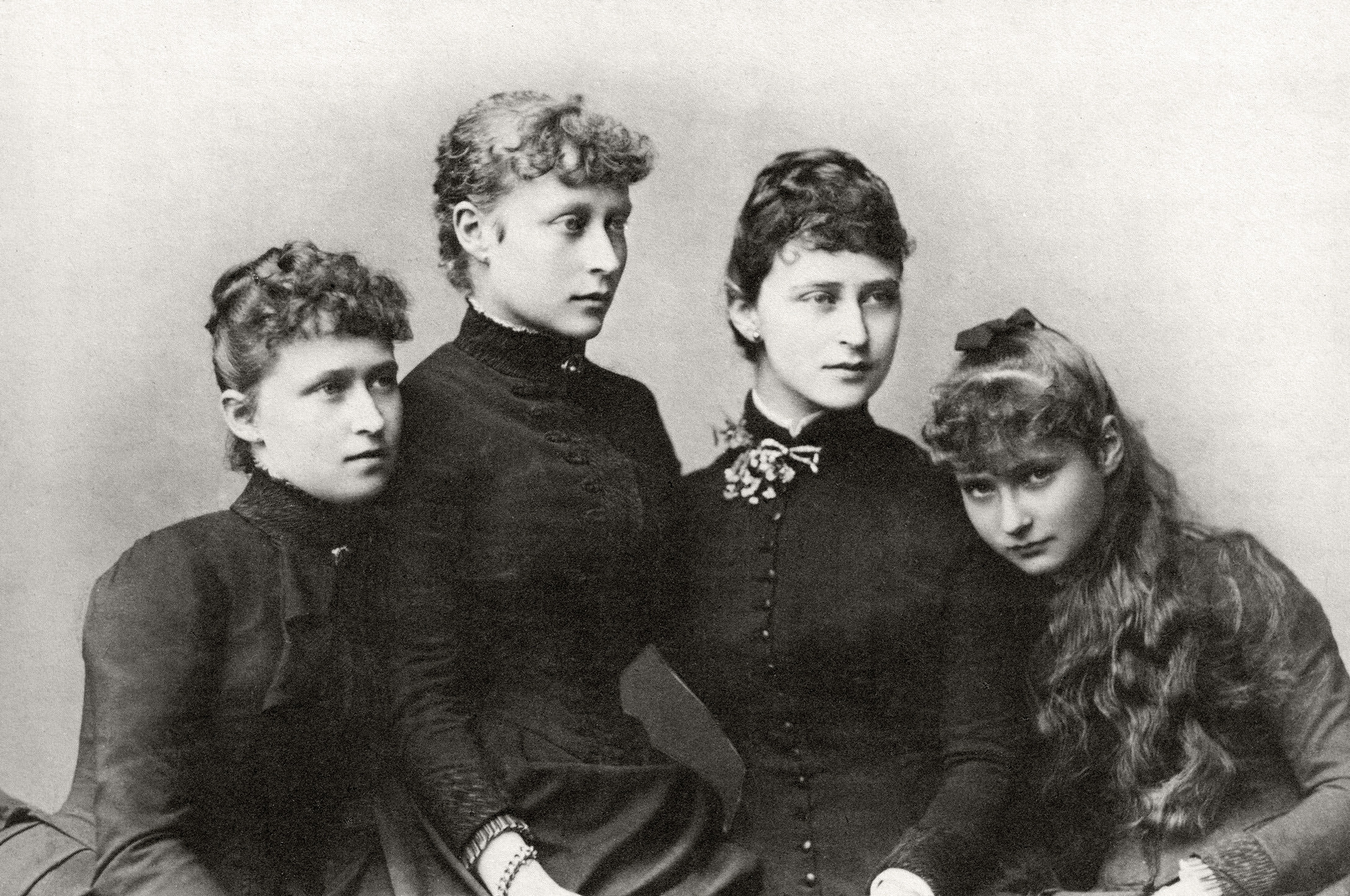
Принцеси Ірена, Вікторія, Єлизавета і Аліса (1885)

### Раннє життя і сім'я
Народилася 11 липня 1866 в Новому палаці в Дармштадті в родині Людвіга IV Гессенського і Аліси Великобританської. З боку батька вона була онукою Карла Гессенського і Єлизавети Прусської, з боку матері— принца Альберта Саксен-Кобург-Гота і Вікторії, королеви Великої Британії і імператриці Індії. Ірена стала третьою дочкою і дитиною в сім'ї, де всього було семеро дітей.
Ім'я Ірина (з грецької «мир») отримала в честь закінчення Австро-прусської війни. Мати з дитинства вважала дочку непривабливою дитиною, пишучи старшій сестрі, що «дочка не дуже красива». Велика герцогиня ростила дочок в строгості, не давала їм сидіти без діла. Дітей годували звичайною їжею (як-от рисовий пудинг і печені яблука). Спеціально з Англії були виписані няні і гувернантки. Дівчата носили звичайні сукні, займалися домашніми справами. Їх вчили готувати їжу, самостійно заправляти ліжка, прибирати в своїй кімнаті. Герцогиня Аліса брала дітей з собою під час відвідування лікарень і благодійних установ.
У 1873 році молодший брат Ірени, принц Фрідріх Гессен-Дармштадтський, впав через вікно на кам'яні сходи і помер. Для родини це стало великою втратою. Протягом наступних місяців мати брала дітей з собою під час відвідин могили Фрідріха. Восени 1878 року Ірена, її брати і сестри, крім Єлизавети, захворіли на дифтерію. Через кілька днів померла молодша принцеса Марія. Через кілька днів захворіла сама герцогиня, через два тижні, 14 грудня 1878, померла.
Єлизавета і її старша сестра Вікторія стали піклуватися про молодшого брата і сестер, взявши на себе всі домашні обов'язки. Після смерті герцогині королева Вікторія стала часто запрошувати онуків до Великої Британії, де вони гостювали у бабусі. Діти проводили всі свята у королеви. Вікторія особисто писала інструкції гувернанткам дітей, як ті повинні вчити і готувати їх до сімейного життя, стежила за гардеробом дівчаток. У 1885 році Ірена разом з молодшою сестрою Алісою були подружками нареченої на весіллі принцеси Беатріс, молодшої дочки королеви Вікторії, з німецьким принцом Генріхом Баттенбергом.

## Шлюб
24 травня 1888 року Ірена вступила в шлюб зі своїм двоюрідним братом принцом Генріхом Прусським, другим сином Фрідріха III і Вікторії Великобританської. Це викликало обурення бабусі обох королеви Вікторії, яка вона дізналася про весілля, коли все вже було вирішено без її згоди.
В цьому ж році помер від раку імператор Фрідріх III, який правив лише 100 днів, і на престол зійшов брат Генріха Вільгельм II. Вдовуюча імператриця Вікторія любила свою невістку, але була незадоволена нею, коли та не носила хустку або шарф, щоб приховати свою першу вагітність. У наступному році вона народила сина. Шлюб Ірени і Генріха був щасливим, в сім'ї народилося троє синів. Перший син подружжя, принц Вальдемар страждав від гемофілії, також, як і його молодший брат Генріх  і двоюрідний брат цесаревич Олексій, а також деякі інші члени королівських сімей Європи, яким королева Вікторія передала це захворювання через своїх дочок. У 1904 році син Ірени Генріх загинув у 4-річному віці.
Старша сестра Ірени Вікторія стала дружиною  принца Людвіга Баттенбергського. У них було четверо дітей, серед яких королева Швеції Луїза, а внук Вікторії, принц Філіп Грецький, став чоловіком королеви Великої Британії Єлизавети II. Дві молодші сестри Ірени, принцеси Єлизавета і Аліса, увійшли в імператорську сім'ю Росії: Єлизавета стала дружиною великого князя Сергія Олександровича, дядька Миколи II, а Аліса стала дружиною останнього. У 1891 році Єлизавета перейшла з лютеранства в православ'я. Ця звістка дуже засмутила Ірену. Вона писала батькові, що «жахливо плакала через рішення Єлизавети». У наступному році батько Ірени помер. Його наступником став єдиний брат Ірени, Ернст. На урочистостях з нагоди весілля Ернста і Вікторії Меліти молодша сестра Ірени Аліса заручилася з цесаревичем Миколою Олександровичем. Ірена не хотіла, щоб ще одна її сестра перейшла в православ'я, але зробити нічого не могла. Попри це, вона завжди підтримувала з сестрами теплі відносини.
У 1907 році Ірена супроводжувала велику княгиню Марію Павлівну до Швеції до шлюбу з принцом Вільгельмом. Мати Вільгельма, королева Швеції Вікторія, була близькою подругою Ірени і її сестри Єлизавети. Шлюб був укладений з політичних мотивів, велика княжна дуже противилася цьому союзу. Марія Павлівна пізніше писала, що Ірена надавала на неї сильний тиск для укладення шлюбу. У 1912 році Ірена надавала всіляку підтримку своїй сестрі Алісі, коли її син Олексій ледь не помер від ускладнень гемофілії в імператорському мисливському будинку в Польщі.
З початком Першої світової війни Ірена і її сестри опинилися по різні боки фронту. Коли війна скінчилася, вона отримала звістку, що обох її сестер вбили більшовики. Через деякий час було зречення від престолу імператора Вільгельма II. Династія Гогенцоллернів втратила свою владу, проте Ірені і її чоловікові вдалося зберегти деяке майно, включаючи маєток Хеммельмарк на півночі Німеччини, який успадкував їх син Сигізмунд, а потім його дочка, принцеса Барбара.
Коли в 1920-х роках в Берліні з'явилася Анна Андерсон, яка видавала себе за велику княжну Анастасію Миколаївну, нібито вижила дочка імператора Миколи II, Ірена зустрілася з цією жінкою. Вона не повірила самозванці. У 1928 році, після переїзду Анни Андерсон у США, у пресі була опублікована так звана «Романівська декларація», в якій залишилися в живих члени імператорського будинку рішуче відхрещувалися від спорідненості з нею. Цей документ підписала і принцеса Ірена Прусська. Пізніше вона писала: "Я відразу зрозуміла, що ця жінка не моя племінниця. Хоча я не бачила її вже років дев'ять, риси обличчя не могли змінитися настільки, очі, вуха … На перший погляд можна було б подумати, що переді мною велика княжна Тетяна… ". Син принцеси Ірени, принц Сигізмунд, пізніше відправив Ганні список питань, на які, за його твердженням, тільки Анастасія могла дати правильні відповіді. Вважається, що вона безпомилково відповіла на всі питання.
Принц Генріх Прусський помер в 1929 році. У 1945 році старший син Ірени, принц Вальдемар, помер від гемофілії.
Принцеса Ірена померла в 1953 році, переживши всіх своїх сестер.